# رون كوتريل
رون كوتريل (بالإنجليزية: Ron Cottrell)‏ هو مدرب كرة سلة أمريكي، ولد في 11 أكتوبر 1960.